# Gust (empresa)
Gust Co. Ltd. (株式会社ガスト, Kabushiki-gaisha Gusuto) é uma pequena desenvolvedora e editora de jogos eletrônicos japonesa. Seus títulos mais conhecidos são as séries como o Atelier Marie, Atelier Iris, e Ar tonelico.

## Companhia
A Gust Corporation foi fundada em 1993 em Nagano, Japão, como a primeira casa de desenvolvimentos de jogos eletrônicos em Nagano. A empresa começou por criar o dōjinshi, uma espécie de jogos para computadores. Seu primeiro projeto foi o Story of King Ares para o computador NEC. Em 1994, a empresa se tornou uma desenvolvedora e editora de jogos para o PlayStation, o seu primeiro jogo para o PlayStation foi o jogo de simulação Falkata. Em 1997, a Gust lançou o Atelier Marie, o primeiro jogo da longa e popular série Atelier série.

## Jogos
Os jogos da Gust são conhecidos pelo sistema de criação de itens envolvendo alquimia e desenhos de personagens distintos, estilo gráfico o tradicional "old-school" e o jeito simples de contar histórias. No Japão, a Gust tem publicado os seus próprio jogos ou cooperado com a Banpresto. Na América do Norte, os jogos da Gust são publicados pelo NIS América.

### Lançamentos na América do Norte
- Atelier série
  - Atelier Iris série
    - Atelier Iris: Eternal Mana(Publicado pela NIS na América, publicado pela Koei na Europa) - PlayStation 2 (28 de junho de 2005)
    - Atelier Iris 2: The Azoth of Destiny(Publicado pela NIS na América, publicado pela Koei na Europa) - PlayStation 2 (25 de abril de 2006)
    - Atelier Iris 3: Grand Phantasm(Publicado pela NIS na América, publicado pela Koei na Europa) - PlayStation 2 (29 de maio de 2007)
- Mana Khemia série
  -     - Mana Khemia: Alchemists of Al-Revis(Publicado pela NIS na América)- PlayStation 2 (18 de março de 2008)
    - Mana Khemia: Student Alliance(Publicado pela NIS na América) PSP 2008
- Ar tonelico série
  - Ar tonelico: Melody de Elemia(Publicado pela NIS America, publicado pela 505Games na Europa) - PlayStation 2 (6 de fevereiro de 2007)
  - Ar tonelico II: Melody de Metafalica(Publicado pela NIS na América) - PlayStation 2 (20 de janeiro de 2009)

### Lançamentos no Japão
Todos os jogos foram desenvolvidos e publicados pela Gust, salvo algumas observações. Alguns jogos têm muitas versões em diferentes sistemas, apenas o primeiro lançamento está listado aqui.
- Atelier série
  - Salburg série
    - Atelier Marie ~The Alchemist of Salburg~(マリーのアトリエ~ザールブルグの錬金術士~)- PlayStation, 23 de maio de 1997
    - Atelier Elie ~The Alchemist of Salburg 2~ (エリーのアトリエザールブルグの錬金術士~ 2 ~)- PlayStation, 17 de dezembro de 1998
    - Atelier Lilie ~The Alchemist of Salburg 3~ (リリーのアトリエザールブルグの錬金術士~ 3 ~)- PlayStation 2, 21 de junho de 2001
    - Atelier Marie & Elie ~The Alchemist of Salburg 1 e 2~ (マリー&エリーのアトリエ~ザールブルグの錬金術士1/2 ~)- Dreamcast, 15 de novembro de 2001
    - Hermina e Kurusu ~Atelier Lilie Another Story~ (ヘルミーナとクルス)- PlayStation 2, 20 de dezembro de 2001
    - Atelier Marie, Elie, Anis & ~Message on the Breeze~ (マリーエリー&アニスのアトリエ~ ~そよ風からの伝言)(publicado pela Banpresto) - Game Boy Advance, 23 de janeiro de 2003

  - Gramnad série
    - Atelier Judie ~The Alchemist of Gramnad~ (ユーディーのアトリエ~グラムナートの錬金術士~)- PlayStation 2, 27 de junho de 2002
    - Atelier Viorate ~The Alchemist of Gramnad 2~ (ヴィオラートのアトリエグラムナートの錬金術士~ 2 ~)- PlayStation 2, 26 de março de 2003

  - Atelier Iris série
    - Atelier Iris Eternal Mana ~ ~ (イリスのアトリエエターナルマナ~ ~)- PlayStation 2, 27 de maio de 2004
    - Atelier Iris ~Eternal Mana 2~ (イリスのアトリエエターナルマナ~ 2 ~)- PlayStation 2, 26 de maio de 2005
    - Atelier Iris ~Grand Fantasm~ (イリスのアトリエグランファンタズム)- PlayStation 2, 29 de junho de 2006

  - Atelier Lise ~The Alchemist of Ordre~ (リーズのアトリエ~オルドールの錬金術士~)- Nintendo DS, 19 de abril de 2007
  - Mana-Khemia Série
    - Mana-Khemia: Gakuen no Renkinjutsushitachi~ (マナケミア〜学園の錬金術士たち〜)- PlayStation 2, 21 de junho de 2007
    - Mana-Khemia 2 ~Ochita Gakuen to Renkinjutsuchitachi~ (マナケミア2 ~おちた学園と錬金術師たち~)- PlayStation 2, 29 de maio de 2008
- Ar tonelico série
  - Ar tonelico ~Sekai no Owari de Utaitsudzukeru Shoujo~ (アルトネリコ世界の終わりで詩い続ける少女)(co-desenvolvido com Banpresto, publicado pela Banpresto) - PlayStation 2, 01/26/2006
  - Ar tonelico II: Sekai ni Hibiku Shoujotachi no Metafalica (アルトネリコ2世界に響く少女たちの創造曲(メタファリカ))- PlayStation 2, 10/25/2007
- Outros
  - Falcata Asutoran Pâdoma não Monshou ~ ~ (ファルカタ~アストランパードマの紋章~)
  - Mêrupurâna (メールプラーナ)
  - Welcome House (ウエルカムハウス)
  - Welcome House 2 (ウエルカムハウス2)
  - Noir yeux-Noire Cielgris Fantasm-(黒い瞳のノア)
  - Karyuujou (火竜娘)
  - Robin Lloyd não Bouken (ロビンロイドの冒険)
  - Taishou Mononoke Ibunroku (大正もののけ異聞録)
  - Hresvelgr (フレースヴェルグ)

### Jogos em produção
PlayStation 3
- Atelier Rorona -  25 de Junho de 2009 no Japão.
- Trinity Universe - Setembro de 2009 no Japão.
- Ar Tonelico 3 - 28 de Janeiro de 2010 no Japão.

## Outras mídias
A Gust também vende diversos produtos licenciados no seu site, como anime, manga, CDs de músicas, CDs e drama.